# Brownington (Vermont)
Brownington és una població dels Estats Units a l'estat de Vermont. Segons el cens del 2000 tenia 885 habitants.

## Demografia
Segons el cens del 2000, Brownington tenia 885 habitants, 337 habitatges, i 239 famílies. La densitat de població era de 12,1 habitants per km².
Dels 337 habitatges en un 35% hi vivien nens de menys de 18 anys, en un 57,3% hi vivien parelles casades, en un 10,4% dones solteres, i en un 28,8% no eren unitats familiars. En el 21,4% dels habitatges hi vivien persones soles el 8% de les quals corresponia a persones de 65 anys o més que vivien soles. El nombre mitjà de persones vivint en cada habitatge era de 2,63 i el nombre mitjà de persones que vivien en cada família era de 3,02.
Per edats la població es repartia de la següent manera: un 27,2% tenia menys de 18 anys, un 7,5% entre 18 i 24, un 28,8% entre 25 i 44, un 26,4% de 45 a 60 i un 10,1% 65 anys o més.
L'edat mediana era de 38 anys. Per cada 100 dones de 18 o més anys hi havia 104,4 homes.
La renda mediana per habitatge era de 29.667 $ i la renda mediana per família de 37.721 $. Els homes tenien una renda mediana de 26.210 $ mentre que les dones 21.250 $. La renda per capita de la població era de 14.004 $. Entorn del 10,8% de les famílies i el 17,9% de la població estaven per davall del llindar de pobresa.